# Kwame Quansah
Kwame Gershion Quansah (Tema, Ghana, 24 de noviembre de 1982) es un futbolista ghanés. Juega de centrocampista y su equipo actual es el Heracles Almelo de la Eredivisie de Holanda.

## Trayectoria

### Carrera juvenil
Quansah comenzó su trayectoria como futbolista a los doce años cuando comenzó a jugar en los planteles juveniles de The Soccer Angels, un club de su ciudad natal, Tema. Luego de media temporada en ese club, comenzó a jugar en el Asante Kotoko, uno de los más importantes del país, donde finalmente debutaría como profesional varios años después.
Cuando Quansah tenía trece años, se organizó un torneo de fútbol entre todas las escuelas de Ghana. El equipo donde jugaba, fue dirigido por Desmond Sakyir, y ganó la competición siendo Quansah elegido como mejor jugador. Ese mismo año, un ojeador belga se dio cuenta de su talento y Quansah fue llevado a jugar a las inferiores del Ajax Ámsterdam.

### Ájax Ámsterdam
Quansah se mudó a Ámsterdam para jugar en la segunda división del Ajax. A los 17 años, comenzó a entrenar con el equipo titular, con el cual finalmente debutaría en el año 2000 en un partido ante el NEC Nijmegen, como delantero. Sin embargo, no volvió a jugar en el primer equipo del Ajax, por lo cual en 2002 fue cedido al Beerschot AC de Bélgica.

### Beerschot AC
En 2002, Quansah fue cedido por el Ajax al Beerschot AC. Esa temporada en la Primera División de Bélgica, Quansah, que aún jugaba como delantero, jugó 30 partidos, marcando 11 goles.

### AIK Fotboll
Finalizada su temporada en el fútbol belga, su retorno en el Ajax no duró mucho, ya que nuevamente sería cedido, esta vez al fútbol sueco, en el AIK. En ese club Quansah comenzó a jugar como centrocampista.

### Heracles Almelo
En 2004, al terminar su estadía en la Allsvenskan, Quansah fue transferido del Ajax al Heracles Almelo, que jugaba por aquel momento en la Eerste Divisie. Sin embargo, esa misma temporada, el Heracles ascendió a la Eredivisie con un gol de Quansah en el partido final.
El 14 de agosto de 2011, Quansah debutó como capitán del equipo en reemplazo del suspendido Antoine van der Linden, en un partido ante el NAC Breda. Quansah fue amonestado en ese encuentro, pero de todas formas el Heracles Almelo consiguió la victoria.

## Selección nacional
Ha sido internacional con la Selección de fútbol de Ghana en dos ocasiones, debutando el 15 de octubre de 2008 en un amistoso ante Sudáfrica.

## Clubes
| Club            | País         | Año       |
| --------------- | ------------ | --------- |
| Ajax Ámsterdam  | Países Bajos | 2000-2002 |
| Beerschot AC    | Bélgica      | 2002-2003 |
| AIK             | Suecia       | 2003-2004 |
| Heracles Almelo | Países Bajos | 2004-     |

## Palmarés

### Campeonatos nacionales
| Título         | Club            | País         | Año  |
| -------------- | --------------- | ------------ | ---- |
| Eerste Divisie | Heracles Almelo | Países Bajos | 2004 |